# Lea Rothschopf
Lea Rothschopf (* 31. Dezember 2001 in Kuchl, Salzburg) ist eine österreichische Biathletin. Sie wurde 2023 Junioreneuropameisterin im Einzel.

## Sportliche Laufbahn
Lea Rothschopf besuchte das BORG Nonntal in Salzburg und schloss die Schule mit der Matura ab. Ihre ersten internationalen Rennen bestritt sie bei den Jugendweltmeisterschaften 2019 in Osrblie, wo sie im Einzel und im Staffelbewerb zum Einsatz kam. Im März des Jahres nahm sie auch am Olympischen Jugendfestival teil, verpasste aber aufgrund mehrerer Schießfehler die Top 10. Nach einer weiteren Jugend-WM-Teilnahme Anfang 2020, wo als Bestergebnis Rang 30 im Verfolger sowie Platz sechs mit der Damenstaffel resultierte, gab die Österreicherin im Januar 2021 am Arber ihr Debüt im IBU-Cup und verpasste als 42. des Sprints erste Ranglistenpunkte knapp. Bei den Juniorenweltmeisterschaften wurde sie 12. des Verfolgungswettkampfs und gewann an der Seite von Anna Gandler, Anna Juppe und Lisa Osl die Bronzemedaille im Staffelwettkampf, am Saisonende lief sie schließlich als 27. des Sprints von Obertilliach im IBU-Cup erstmals in die Punkteränge. Im Winter 2021/22 startete Rothschopf fast durchgehend im IBU-Junior-Cup und erzielte in Martell mit der Staffel und im Sprint Podestplätze. Weiterhin bestritt sie mit den Europameisterschaften 2022 ihre ersten IBU-Meisterschaften im Seniorenbereich und lief auf die Positionen 29, 19 und sechs in Sprint, Verfolgung und mit der Mixedstaffel.
Im Winter 2022/23 startete Rothschopf durchgehend im IBU-Cup. Nach zunächst durchschnittlichen Ergebnissen kam sie nach dem Jahreswechsel sprichwörtlich in Schwung, lief in Osrblie zweimal unter die besten 15 und erzielte auf der Pokljuka-Hochebene mit dem sechsten Rang im verkürzten Einzel ihr erstes Top-10-Ergebnis auf dieser Ebene. Nach einer eher enttäuschenden EM sicherte sich die Österreicherin bei den Junioreneuropameisterschaften 2023 ihren ersten Titel, dank 19 Treffern triumphierte sie im Einzel mit 17 Sekunden Vorsprung auf Léonie Jeannier. Am selben Ort gewann sie gemeinsam mit Lukas Haslinger Silber im Single-Mixed-Bewerb. Ihre letzten Wettkämpfe auf Juniorenebene bestritt Rothschopf bei der Junioren-WM 2023, wo sie in nahezu allen Rennen unter die besten Zehn lief und als Fünfte der Verfolgung eine Medaille um gut 20 Sekunden verpasste.
Auch in der Saison 2023/24 erzielte sie erst nach dem Jahreswechsel erste Erfolge: Im Verfolger von Martell lief sie mit einer starken Laufleistung von Platz 22 auf 4, im Massenstart von Ridnaun resultierte der sechste Rang. Nach den Europameisterschaften, die mit zwei Top-20-Ergebnissen endeten, realisierte die Österreicherin am Arber im Sprint hinter Karoline Erdal und Camille Bened schließlich ihren ersten IBU-Cup-Podestplatz. Dank dieser starken Ergebnisse bekam sie einen Startplatz für die Weltmeisterschaften 2024 in Nové Město na Moravě, wo Rothschopf ihr Debüt auf höchster Rennebene gab und sich mit Platz 37 im Einzel sofort unter den besten 40 Athletinnen klassierte. Im letzten Trimester war sie daraufhin Teil des Weltcupteams und gewann in Oslo als 24. des Einzels sofort Ranglistenpunkte. In Soldier Hollow, Utah bestritt Rothschopf außerdem an der Seite von Lisa Hauser, Anna Juppe und Anna Gandler erstmals eine Damenstaffel und war maßgeblich daran beteiligt, dass Rang vier und damit das beste Ergebnis in der österreichischen Weltcupgeschichte resultierte. Zu Beginn des Winters 2024/25 kam in Kontiolahti zwar ein weiteres Top-5-Ergebnis im Staffelrennen zustande, nach eher unterdurchschnittlichen Einzelleistungen startete Rothschopf nach dem Jahreswechsel aber wieder auf der zweiten Wettkampfebene. Dabei erreichte sie in Osrblie an der Seite von Lara Wagner, Fredrik Mühlbacher und Fabian Müllauer einen starken zweiten Platz sowie in Ridnaun Platz sieben im Sprint. Da Anna Gandler krankheitsbedingt ausfiel, startete die 23-Jährige schließlich bei den Weltmeisterschaften im Staffelrennen und erreichte trotz einer Strafrunde mit Lisa Hauser, Tamara Steiner und Anna Andexer Rang vier, wobei auf die drittplatzierten Schwedinnen im Ziel lediglich sechs Sekunden fehlten. Im letzten Trimester war sie wieder Teil des Weltcupteams und erreichte in drei Wettkämpfen die Punkteränge.

## Persönliches
Rothschopf stammt aus Kuchl im Bezirk Hallein (Salzburger Land). Neben ihrer Biathlonkarriere studiert sie in Salzburg Psychologie.

## Statistiken

### Weltcupplatzierungen
Die Tabelle zeigt alle Platzierungen (je nach Austragungsjahr einschließlich Olympische Spiele und Weltmeisterschaften).
- 1.–3. Platz: Anzahl der Podiumsplatzierungen
- Top 10: Anzahl der Platzierungen unter den ersten zehn (einschließlich Podium)
- Punkteränge: Anzahl der Platzierungen innerhalb der Punkteränge (einschließlich Podium und Top 10)
- Starts: Anzahl gelaufener Rennen in der jeweiligen Disziplin
- Staffel: inklusive Mixed- und Single-Mixed-Staffeln

| Platzierung               | Einzel | Sprint | Verfolgung | Massenstart | Staffel | Gesamt |
| ------------------------- | ------ | ------ | ---------- | ----------- | ------- | ------ |
| 1. Platz                  |        |        |            |             |         |        |
| 2. Platz                  |        |        |            |             |         |        |
| 3. Platz                  |        |        |            |             |         |        |
| Top 10                    |        |        |            |             | 5       | 5      |
| Punkteränge               | 2      | 1      | 2          |             | 6       | 11     |
| Starts                    | 3      | 7      | 4          |             | 6       | 20     |
| Stand: Saisonende 2024/25 |        |        |            |             |         |        |

### Weltcupwertungen
Ergebnisse bei Weltcups (Disziplinen- und Gesamtweltcup) gemäß Punktesystem.
| Saison  | Einzel | Einzel | Sprint | Sprint | Verfolgung | Verfolgung | Massenstart | Massenstart | Gesamt | Gesamt |
| Saison  | Platz  | Punkte | Platz  | Punkte | Platz      | Punkte     | Platz       | Punkte      | Platz  | Punkte |
| ------- | ------ | ------ | ------ | ------ | ---------- | ---------- | ----------- | ----------- | ------ | ------ |
| 2023/24 | 49.    | 17     | –      | –      | 63.        | 12         | –           | –           | 71.    | 29     |
| 2024/25 | 68.    | 1      | 72.    | 10     | 80.        | 1          | –           | –           | 83.    | 12     |

### Weltmeisterschaften
Ergebnisse bei den Weltmeisterschaften:
| Weltmeisterschaften | Weltmeisterschaften | Einzelwettbewerbe | Einzelwettbewerbe | Einzelwettbewerbe | Einzelwettbewerbe | Staffelwettbewerbe | Staffelwettbewerbe | Staffelwettbewerbe |
| Jahr                | Ort                 | Einzel            | Sprint            | Verfolgung        | Massenstart       | Damenstaffel       | Mixedstaffel       | S.-M.-Staffel      |
| ------------------- | ------------------- | ----------------- | ----------------- | ----------------- | ----------------- | ------------------ | ------------------ | ------------------ |
| 2024                | Nové Město          | 37.               | –                 | –                 | –                 | –                  | –                  | –                  |
| 2025                | Lenzerheide         | –                 | –                 | –                 | –                 | 4.                 | –                  | –                  |

### Jugend-/Juniorenweltmeisterschaften
Rothschopf nahm bis 2020 an den Jugend-, ab 2021 an den Juniorenwettkämpfen teil.
| Weltmeisterschaften | Weltmeisterschaften | Einzelwettbewerbe | Einzelwettbewerbe | Einzelwettbewerbe | Staffelwettbewerbe | Staffelwettbewerbe |
| Jahr                | Ort                 | Einzel            | Sprint            | Verfolgung        | Damenstaffel       | Mixedstaffel       |
| ------------------- | ------------------- | ----------------- | ----------------- | ----------------- | ------------------ | ------------------ |
| 2019                | Osrblie             | 43.               | –                 | –                 | 11.                | nicht ausgetragen  |
| 2020                | Lenzerheide         | 47.               | 38.               | 30.               | 6.                 | nicht ausgetragen  |
| 2021                | Obertilliach        | 47.               | 17.               | 12.               | 3.                 | nicht ausgetragen  |
| 2022                | Soldier Hollow      | 6.                | 29.               | 21.               | 5.                 | nicht ausgetragen  |
| 2023                | Schtschutschinsk    | 19.               | 9.                | 5.                | 7.                 | 6.                 |